# یسترابی لهوتا
یسترابی لهوتا (به چکی: Jestřabí Lhota) یک منطقهٔ مسکونی در جمهوری چک است که در ناحیه کولین واقع شده‌است.